# Gaston Mauquoi
Gaston Mauquoi (Kessel-Lo, 25 april 1892 - Brasschaat, 23 maart 1972) was een Belgisch Vlaams-nationalistisch politicus voor het VNV.

## Levensloop
Mauquoi werd op 27 mei 1940 aangesteld tot vervangd gemeentesecretaris en op 22 augustus 1941 tot oorlogsburgemeester van Edegem ter vervanging van Willem Arts die omwille van de door de Duitse bezetter ingestelde "ouderdomsverordening" was afgetreden. Hij oefende dit mandaat uit tot het einde van de Duitse bezetting. Vervolgens nam Willem Arts zijn mandaat opnieuw op.
Op 12 december 1946 werd Mauquoi veroordeeld door de Krijgsraad van Antwerpen tot vier jaar cel. Tevens werd hij van rechtswege ontzet van de rechten opgesomd bij art. 123 sexies van het Strafwetboek. Hij werd schuldig bevonden aan het dienen van de vijand en het deel uitmaken van een groepering met onwettig karakter.
Hij kreeg een laatste rustplaats op de begraafplaats van Edegem.